# Torre de los Amidei
La Torre de los Amidei (en italiano, Torre degli Amidei) es una torre de ladrillos existente en la ciudad de Florencia, en la región Toscana (Italia). Data de la Alta Edad Media, está situada cerca de la Piazza della Signoria. Por su ubicación se encontraba en cercanías de las antiguas murallas de la ciudad. La torre perteneció a la familia Amidei, y, según la tradición, fue el lugar de la supuesta muerte de Buondelmonte de' Buondelmonti por parte de uno de los Amidei.
La torre fue dañada durante la Segunda Guerra Mundial en el año 1944 por el ejército alemán durante su retirada, y más tarde fue reconstruida parcialmente. Su aspecto actual y la decoración (incluyendo los arcos dobles superpuestos de las entradas), datan también de las restauraciones del siglo XIX. Por encima de las puertas se hallan dos cabezas de león, uno de ellos es original, probablemente de procedencia etrusca.

## Galería

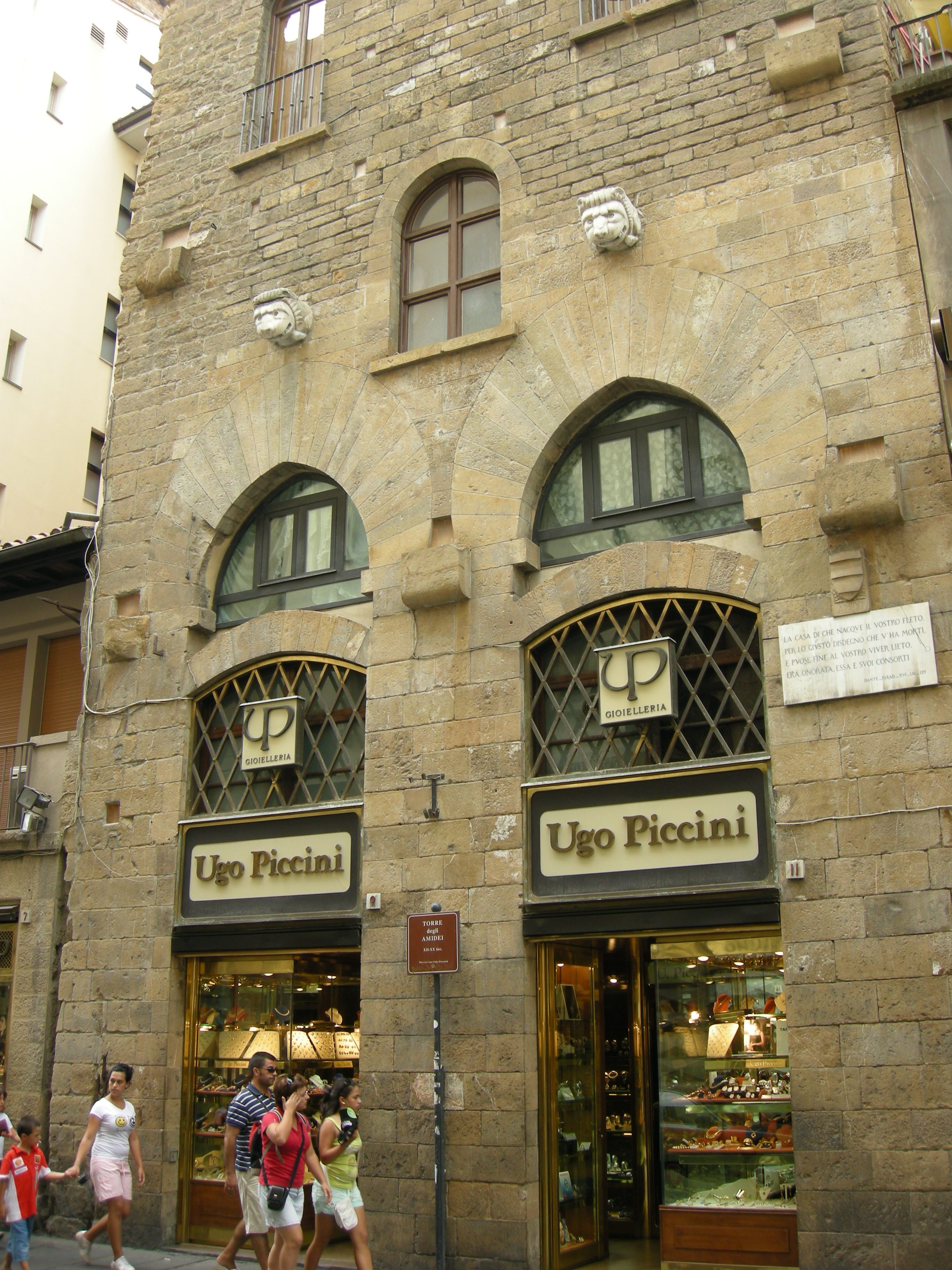
El portal de acceso
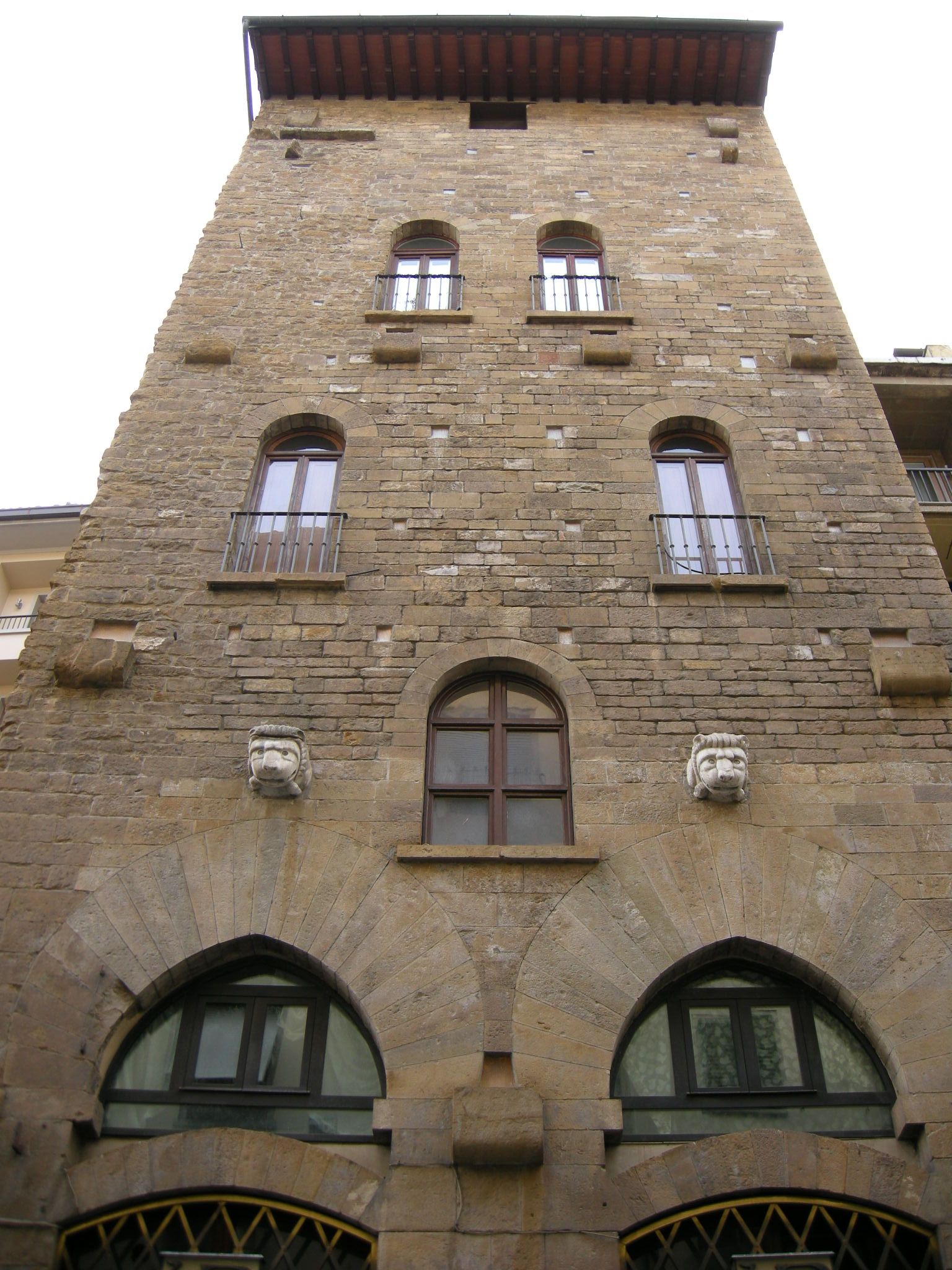
Vista de la torre
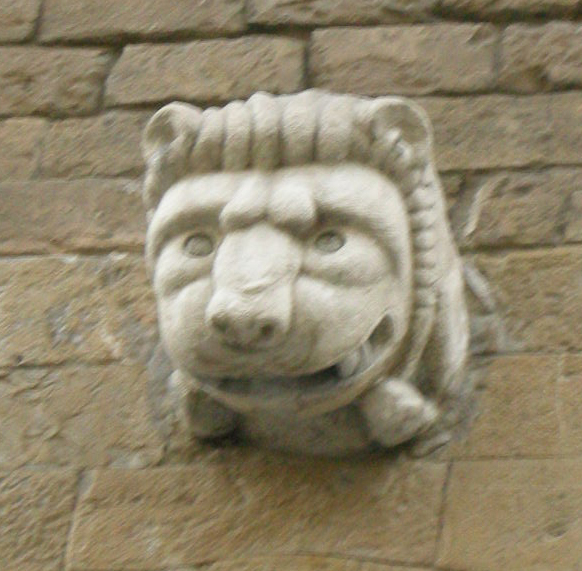
Cabeza de león izquierda
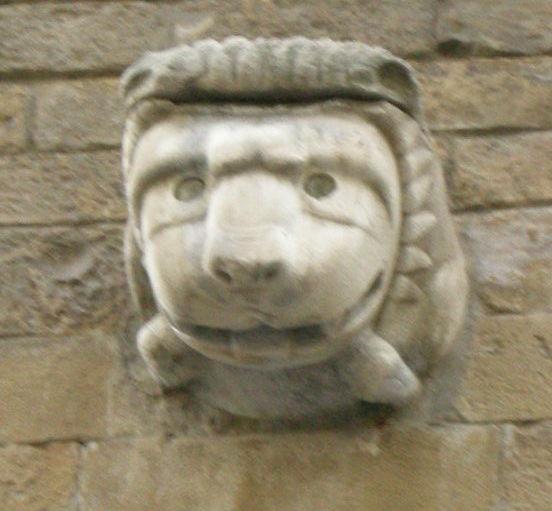
Cabeza de león derecha
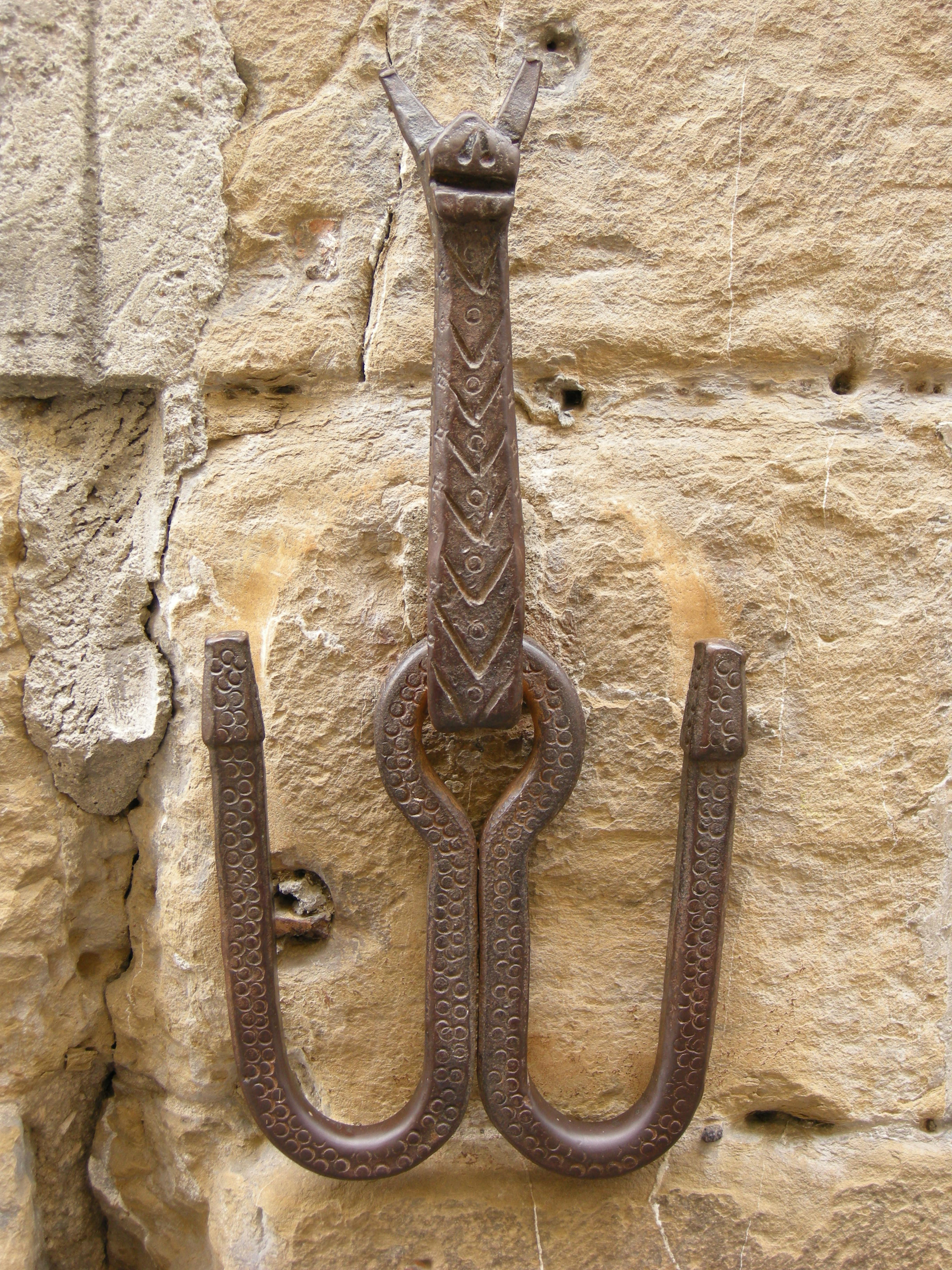
Detalle del frente
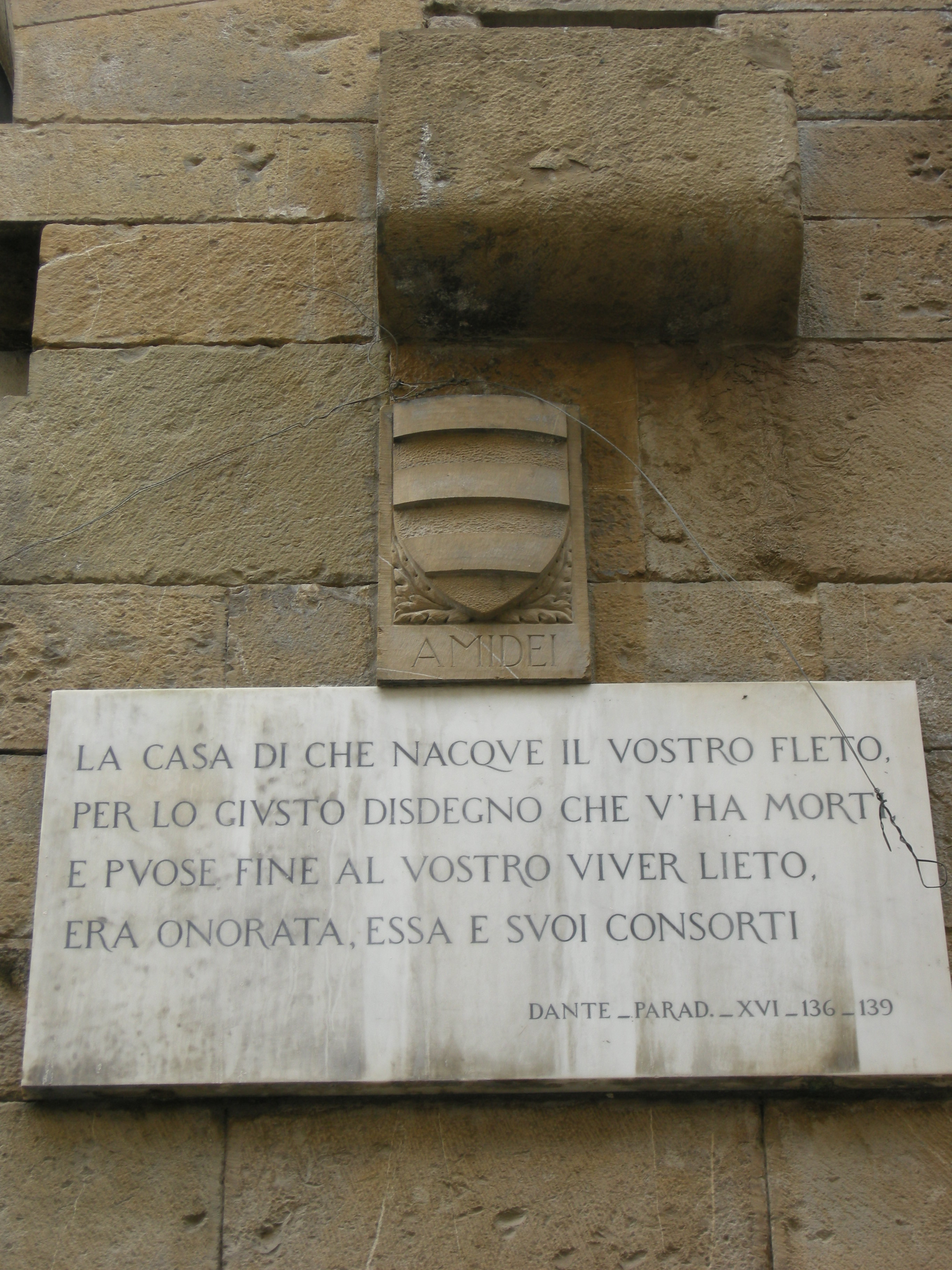
Detalle del frente